# Томас Прайс
Томас Стіл Прайс, або Том Прайс (англ. Thomas Steele "Tom" Price; нар. 28 травня 1933) — американський академічний веслувальник. Олімпійський чемпіон (1952).

## Життєпис
Народився 28 травня 1933 року в місті Лонг Бренч, штат Нью-Джерсі, США. Займатись академічним веслуванням розпочав наприкінці 1951 року.
На літніх Олімпійських іграх 1952 року в Гельсінкі (Фінляндія) разом з Чарлі Логгом переміг у змаганнях двійок розпашних без стернового (з результатом 8:20.7).
У 1955 році разом з Ч. Логгом переміг на Панамериканських іграх у Мехіко (Мексика).